# 反情報
反情報（英語：Counterintelligence，縮寫：CI），亦可譯為反間諜或防諜，它是指無論平時戰時，偵破、防止與制壓敵方間諜破壞、顛覆與其情報活動或減低其效能的一切措施，目的是確保己方的安全。它本為軍事術語，是情報工作之一環。在現代，也將用於對付商業間諜的作為稱為反情報。

## 概述
反情報屬於「守勢情報」，即被動防禦的情報作為。雖然屬於反制行動，但在執行時，也必須採取積極手段以達成目標，所以反情報工作與情報工作是一體兩面。一個強大的反情報網，可以有效保護國家情報不致外洩，對於國家安全有相當助益。
情報收集與反情報有如矛與盾，而情報工作又具有高度機密性；在過去的時代，反情報工作人員也常被統治者利用為消滅政敵的工具，執行反情報時常有非法手段與侵犯人權的舉措；現代的法治國家，多會以立法規範情報工作人員的權限，或者加以分拆為若干小部門，以避免其逾越。
一些國家也會把反恐歸類在反情報之中，因為恐怖行動亦有可能危害到國家安全。

## 歷史
最早的反情報概念可以追溯自《孫子兵法》，其中《用間篇 第十三》，提出了因間、內間、反間、死間、生間等說法；馬陵之戰時，孫臏以減灶的假情報誘敵，就是反情報工作的其中一種辦法，也是目前已知最早載於史書的反情報工作。
1957年，美國正式對反情報提出系統性的概念，並將相關作為加以論述分類。此後，反情報概念的重要性在各國逐漸加深。

## 基本功能
1. 藉由公開或秘密來源，評估他國對本國的情報活動。
2. 對叛變者的評估。
3. 蒐集或研究他國的情報組織或人員行動。
4. 向對本國有敵意的人員或組織，進行「干擾」，「牽制」或「抵銷」其行動。

## 著名的反情報單位
世界上大部分的情報機構都設有反情報單位，但有些國家（如美國、俄羅斯等）也會設立專責反情報工作的機構。
- 中华人民共和国：中華人民共和國國家安全部、公安部国内安全保卫局
- 中華民國（1949年後）：法务部调查局、國防部政治作戰局軍事安全總隊、人事室第二辦公室、反情報總隊[3][4]
- 美利堅合眾國：聯邦調查局、海軍犯罪調查局、美國海軍情報局、美國陸軍犯罪調查中心、美國空軍特別調查辦公室、中央情報局、美國國防情報局、美國國家安全局、美國國務院情報與研究局等等
- 俄羅斯：联邦安全局
- ：澳洲安全情報組織
- 大不列顛及北愛爾蘭聯合王國：英國安全局（軍情五處）
- 加拿大：加拿大安全情報局
- 捷克：安全情报局
- 以色列：国家安全局、情报及特殊使命局
- 法國：国内情报总局
- 德意志聯邦共和國：宪法保卫局
- 印度：印度情報局
- 伊朗：情报与国家安全部
- 日本國：公安調查廳
- 大韓民國：軍事安保支援司令部
- 新西兰：安全情报局
- 巴基斯坦：巴基斯坦情報局

## 已消失的反情報單位
- 中華民國：軍統局（至1946年）、中統局（至1947年）等。
- 納粹德國：盖世太保、党卫队保安局、党卫队国家安全部等。
- 蘇維埃社會主義共和國聯盟：國安委員會（克格勃）